# Ruhe KG
Das Tierhandelsunternehmen Ruhe KG, verschiedentlich auch L. Ruhe KG geschrieben oder Ruhe und Reiche genannt, entstand im 19. Jahrhundert aus einem hausierenden Vogelhandel. Als der Gründer des Unternehmens Ludwig Ruhe von Grünenplan nach Alfeld in Niedersachsen umzog, entwickelte es sich zu einem bedeutenden Handelsunternehmen von außereuropäischen Großwildtieren für Zoos und veranstaltete darüber hinaus eine erhebliche Anzahl von Völkerschauen.
Als das Unternehmen Ruhe die Tierhandlung Reiche im Jahr 1910 aufkaufte, die ebenfalls in Alfeld ansässig war, wurde es zu einer der größten Großwildtierhandlungen im Deutschen Kaiserreich. Ruhe galt damit im Tierhandel als mindestens ebenso bedeutend wie die Tierhandlung des bekannteren Unternehmens von Carl Hagenbeck.

## Vogelhandel

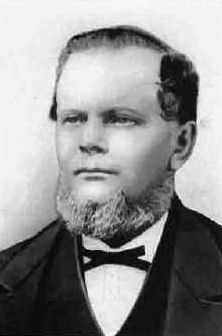
Ludwig Ruhe (um 1860/70)

Nach der Heirat mit der Tochter eines Vogelhändlers im Harz betätigte sich Ludwig Ruhe als Vogelhändler für die Firma seines Schwiegervaters. Im Harz wurden seinerzeit im Nebengewerbe Kanarienvögel, wie beispielsweise der Harzer Roller gezüchtet. Die Kanarienvögel wurden nach Russland, England, Süd- und Nordamerika und in den Vorderen Orient vertrieben. Um sie dorthin zu transportieren, mussten die 160 bis 170 kleinen Vogelbauer gebündelt in tagelangen Fußmärschen mit einem Gesamtgewicht von mindestens 50 kg auf dem Rücken zu den Seehäfen getragen werden. Als er 1858 nach Chile und Peru reiste, um neue Vogelarten aufzukaufen, verkaufte Ruhe die dort erworbenen Finken und Papageien auf seinem Rückweg in Marseille und Le Havre. 1860 machte sich Ludwig Ruhe mit seinem eigenen Unternehmen selbstständig. Auf seinen Auslandsreisen gründete er 1866 in Lima seine erste Außenstelle, eine weitere folgte in New Orleans und in New York kam 1868 eine Niederlassungs-Gründung mit seinem Spitznamen Louis Ruhe, Inc. hinzu. 1883 starb Ludwig Ruhe im Alter von 55 Jahren.

## Großtierhandel

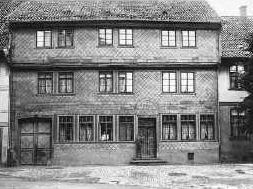
Tierhandlung in Alfeld; Im Fenster Ruhes Sohn Heinz und an der Tür Hermann jun. (um 1900)

Bereits 1880 hatten seine beiden Söhne das Unternehmen übernommen, Bernhard die Filiale in New York und Hermann blieb in Alfeld und erweiterte den Geschäftsumfang ab 1880 um den Großtierhandel wie beispielsweise mit Elefanten, Gnus, Nashörnern, Löwen, Tigern, Eisbären, Schlangen, aber auch exotischen Vögeln. Das ebenfalls in Alfeld ansässige Tierhandelsunternehmen Reiche, hatte schon ab etwa dem Jahr 1860 Großtiere in Südafrika, Australien und Sudan gefangen und vertrieben. Im Zeitraum von 1873 bis 1883 handelte die Firma Reiche mit 18 Nilpferden, 36 Elefanten, 130 Giraffen und 180 Raubtieren. In der Folge entstand ein vernetztes Handelsunternehmen mit Tierfang- und Sammelstellen für Großwildtiere. Die Tierhandlung Reiche hatte sich bereits 13 Jahre vor Ruhe in Alfeld niedergelassen und zwischen beiden Unternehmen gab es eine konkurrenzmindernde Absprache: Reiche sollte sich auf den Großtierhandel und Ruhe auf den Vogelhandel beschränken. Diese Absprache soll bis 1900 gehalten haben.
Als im Deutschen Kaiserreich um das Ende des 19. Jahrhunderts ein globaler Umschlagplatz des internationalen Großtierhandels entstanden und zunächst von der Tierhandelsfirma Hagenbeck dominiert war, stand die in Alfeld ansässige Tierhandelsfirma Reiche dem Großtierhandel Hagenbeck in kaum etwas nach. Als das Unternehmen Ruhe die im Jahr 1910 insolvent gewordene Firma Ludwig Reiche aufkauft, die von den Brüdern Heinrich (1833–1885) und Carl Reiche (1827–1885) gegründet wurde, wurde Ruhe zu einem führenden Tierhändler weltweit.
Im Ersten Weltkrieg ging der Tierhandel zurück und der gleichnamige Sohn von Hermann Ruhe wurde zum Militärdienst eingezogen.
In den 1920er Jahren ging es wirtschaftlich wieder aufwärts. Ruhe entwarf und errichtete bedeutende Zoos in der ganzen Welt. Über acht Dekaden arbeitete Ruhe mit dem Mysore Zoo in Südindien eng zusammen. 1948 kam es zur Errichtung des Ruhr Zoos in Gelsenkirchen. In den 1970er Jahren trieb Hermann Ruhe jun. die Gründung von Safariparks auf dem spanischen Festland und auf Mallorca, in Österreich, und in Venezuela voran. Über 40 Jahre lang von 1931 bis 1971 verwaltete das Unternehmen Ruhe den Hannoverschen Zoo.

## Völkerschauen
Nicht nur das Geschäft mit den Zoos entwickelte sich in den 1920er Jahren, sondern das Unternehmen Ruhe führte auch Völkerschauen wie beispielsweise „Wild-Afrika“ im Jahr 1926 zusammen mit Hagenbeck, oder mit Carl Gabriel die „Riesen-Polarshow“ im Jahr 1930 durch. Hinzu kamen die „Lappen-Schau“ mit Lappländern 1926, „Somali-Schau“ und „Lippenneger-Schau“ 1927. Neuerdings wird davon ausgegangen, dass die Firmen Ruhe und Reiche mindestens 12 Völkerschauen, teilweise auch in Kooperation mit Hagenbeck, durchgeführt haben soll.